# Parlakhemundi
Parlakhemundi là một thành phố và khu đô thị của quận Gajapati thuộc bang Orissa, Ấn Độ.

## Nhân khẩu
Theo điều tra dân số năm 2001 của Ấn Độ, Parlakhemundi có dân số 42.991 người. Phái nam chiếm 51% tổng số dân và phái nữ chiếm 49%. Parlakhemundi có tỷ lệ 69% biết đọc biết viết, cao hơn tỷ lệ trung bình toàn quốc là 59,5%: tỷ lệ cho phái nam là 77%, và tỷ lệ cho phái nữ là 61%. Tại Parlakhemundi, 11% dân số nhỏ hơn 6 tuổi.